# Батаљони Гарибалди
Батаљони „Гарибалди“ формирани су након капитулације Италије септембра 1943. године, у саставу јединица НОВ и ПО Југославије од добровољаца антифашиста, бивших припадника италијанских окупационих снага у Југославији.

## 5. батаљон 1. пролетерске бригаде
Италијански партизански батаљон „Гарибалди“ формиран је у Сплиту 13. септембра 1943. године, а имао је око 350 бораца са искључиво италијанским командним саставом. Одлуком Врховног штаба НОВ и ПОЈ укључен је у састав Прве пролетерске бригаде као 5. батаљон. Политички комесар је био Јован Вујошевић Лола
Средином септембра 1943. учествовао је у борбама код Сплита против делова 7. СС дивизије „Принц Еуген“, а затим у готово свим борбама Прве пролетерске бригаде. Истакао се у борбама од 3. до 5. априла 1944. у рејону Јајце–Мркоњић Град–Герзово, као и у борбама за ослобођење Ваљева и Београда.
За храбро држање батаљона у борби код Магаљ-Дола (код Мркоњић-Града) похваљен је од Штаба Прве пролетерске дивизије.
Од формирања до краја рата батаљон је претрпео знатне губитке, нарочито за време дрварске операције (мај–јун 1944), када је око 100 његових бораца било избачено из строја.
У ослобођеном Београду 29. октобра 1944, батаљон је ушао у састав новоформиране италијанске бригаде „Италија“. Комадант бригаде "Италија" био је Ђузепе Марас.

## Батаљон „Гарибалди“ Сушачко-каставског НОП одреда
После капитуалције Италије, батаљон „Гарибалди“ био је формиран и у Хрватском приморју и Горском котару од војника из италијанског 5. армијског корпуса, јачине око 800 бораца, који је истог месеца ушао у састав Сушачко-каставског НОП одреда. У другој фази Октобарске офанзиве, разбијен је у тешким борбама код Обруча од 2. до 6. октобра 1943. године.